# Microsoft Press
Microsoft Press is de uitgeverij van Microsoft die voornamelijk boeken uitgeeft over verscheidene Microsoft-technologieën. De eerste boeken van Microsoft Press waren "The Apple Macintosh Book" door Cary Lu en "Exploring the IBM PC" door Peter Norton in 1984 op de West Coast Computer Faire. De uitgeverij is doorgegaan met de uitgeven van boeken van andere gerenommeerde auteurs zoals Charles Petzold, Steve McConnell, Mark Russinovich en Jeffrey Richter. Microsoft Press verspreidt haar titels via O'Reilly Media.